# Habenaria perpulchra
Habenaria perpulchra är en orkidéart som beskrevs av Friedrich Fritz Wilhelm Ludwig Kraenzlin. Habenaria perpulchra ingår i släktet Habenaria och familjen orkidéer. Inga underarter finns listade i Catalogue of Life.